# The Makemakes

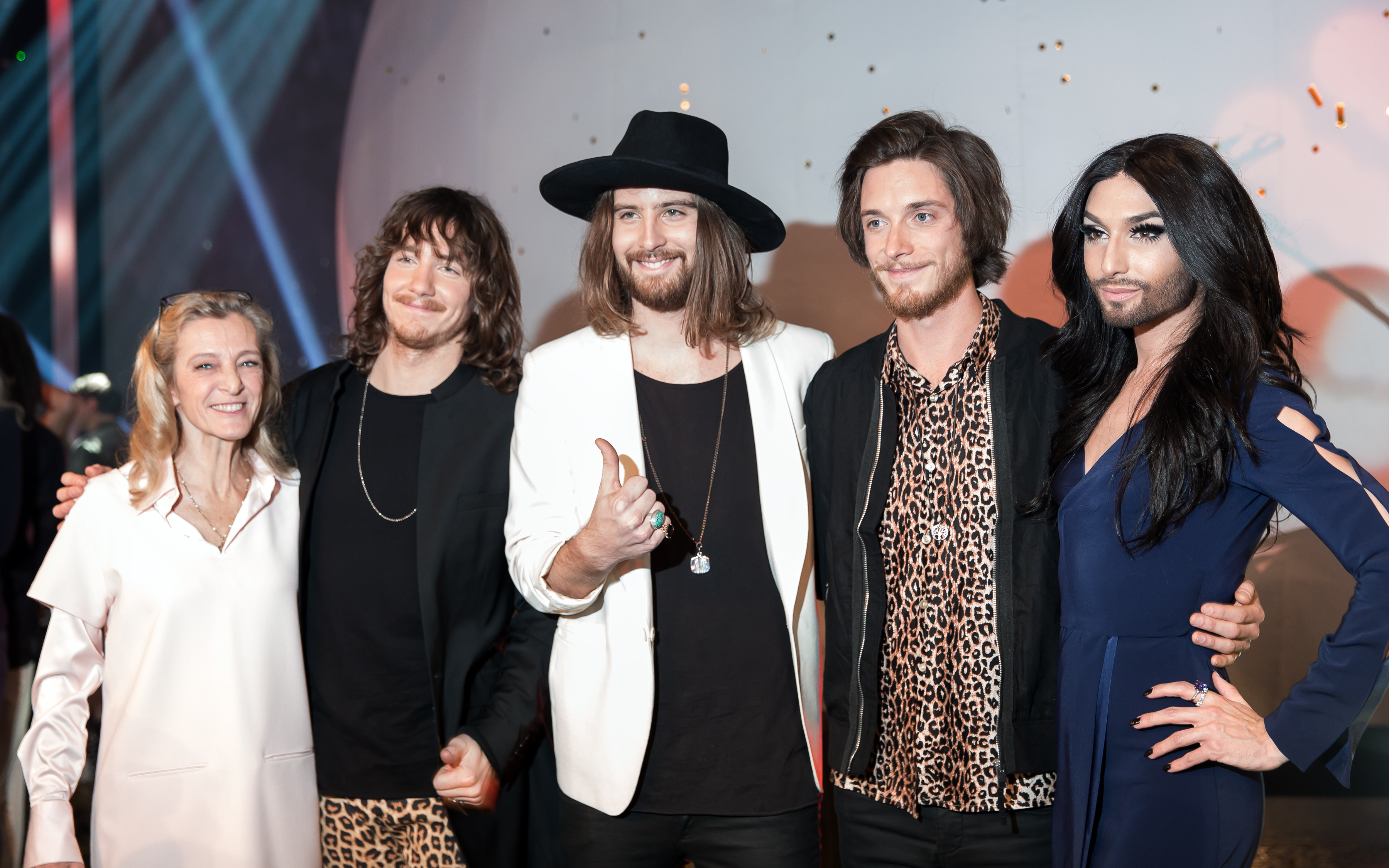
The Makemakes et Conchita Wurst

The Makemakes est un groupe de musique autrichien composé de Dominic "Dodo" Muhrer, Markus Christ et Florian Meindl.
Le 13 mars 2015, ils remportent la finale nationale "Wer singt für Österreich?" et sont choisis pour représenter l'Autriche au Concours Eurovision de la chanson 2015 à Vienne, en Autriche avec la chanson I Am Yours (Je suis à toi).
Ils sont qualifiés directement pour la finale, le 23 mai 2015.

## Discographie

### Singles
| Année | Titre                | Classement | Album             |
| Année | Titre                | AUT        | Album             |
| ----- | -------------------- | ---------- | ----------------- |
| 2012  | "The Lovercall"      | 6          | Non-album singles |
| 2014  | "Million Euro Smile" | 2          | Non-album singles |
| 2015  | "I Am Yours"         | —          | Non-album singles |

### Promotional singles
| Année | Titre      | Album            |
| ----- | ---------- | ---------------- |
| 2015  | "Big Bang" | Non-album single |